# Нёрлунд, Нильс Эрик
Нильс Э́рик Нёрлунд (в части источников — Норлунд или Нерлунд, дат. Niels Erik Nørlund, 1885—1961) — датский математик и геодезист. Основные темы исследования — дифференциальные уравнения, исчисление конечных разностей, теория рядов, математические методы в геодезии и астрономии.
Член Датской академии наук (с 1916 года, её президент в период 1927—1933), член многих других академий, в том числе Норвежская академия наук (1925), Лондонское королевское общество, Британское королевское астрономическое общество, Парижская академия наук (1926), Академия Понтаниана (Неаполь), Бюро долгот (1927), Финская академия наук (1946), Нью-Йоркская академия наук (1960) и Леопольдина. Почётный член Королевского института (Лондон) (1960). Награждён Золотой медалью Королевского института (1916), медалью Оле Рёмера (1954), медалью Витуса Беринга (1958) и другими отличиями.

## Биография и научная деятельность
Родился в городе Слаге́льсе (северная Дания) в семье аптекаря. Все трое детей в этой семье получили известность — младшая сестра Маргрете в 1912 году вышла замуж за Нильса Бора, а младший брат Поул стал известным археологом и директором Национального музея в Копенгагене. В 1903 году Нильс Нёрлунд поступил в Копенгагенский университет, где увлечённо занимался математикой и астрономией. В 1905 году Норлунд опубликовал свою первую статью, где доказывал, что одна из двойных звёзд в созвездии Большой Медведицы на самом деле тройная. Эта прекрасная теоретическая и наблюдательная работа была высоко оценена Торвальдом Тиле, который взял Нёрлунда помощником в Астрономическую обсерватории Копенгагенского университета. В период студенчества Нёрлунд опубликовал также несколько серьёзных математических работ о непрерывных дробях и разностных уравнениях,
В 1910 году Нёрлунд окончил университет и защитил диссертацию. В 1912 году он женился на Агнете Вевер (Agnete Waever); у них родились две дочери. Следующие 10 лет Нёрлунд преподавал математику в Лундском университете (Швеция). В 1916 году его работа по дифференциальным уравнениям получила «Большой приз» (Grand prix des sciences mathématiques) Парижской академии наук и Золотую медаль лондонского Королевского института. С 1916 года он был многолетним редактором престижного журнала Acta Mathematica. В 1920 году — приглашённый докладчик Международного конгресса математиков в Страсбурге.
В 1922 году Копенгагенский университет организовал специально для Нёрлунда третью кафедру математики, и Нёрлунд вернулся в Данию. Более 30 лет (1923—1956) он преподавал в Копенгагенском университете. В 1933—1934 годах был ректором университета. Одновременно занимал ещё несколько должностей: директор созданного по его инициативе Геодезического института (1923—1955), руководитель геодезической службы Дании, член Комиссии по научным исследованиям в Гренландии. В 1925 году создал сейсмографические станции в Дании и Гренландии.
В 1924 году Нёрлунд опубликовал монографию «Лекции по дифференциальному исчислению» (Vorlesungen über Differenzenrechnung), первую книгу, которая развивала разностное исчисление с позиций теории комплексных функций и включала новые исследования, связанные с аналитическим и асимптотическим поведением решений линейных разностных уравнений.
Часть работ Нёрлунда посвящены многочленам Бернулли, а также обобщённым гипергеометрическим функциям. Изучал факториальные ряды, их преобразования и интерполяционные ряды, входящие в их решения. Доказал, что факториальный ряд сходится равномерно на полуплоскости и может представить функцию в определённой окрестности отдельной точки. Показал, что линейные дифференциальные уравнения, коэффициенты которых можно разложить в факториальные ряды, обладают фундаментальной системой решений, которую можно выразить в членах факториального ряда. Предложил «метод суммирования Нёрлунда» расходящихся рядов.

## Избранные труды
- Vorlesungen über Differenzenrechnung. — Berlin: Springer-Verlag, 1924.[9]
- Leçons sur les équations linéaires aux différences finies (фр.). — Paris: Gauthier-Villars, 1929.[10]
- Vermessungsarbeiten in Grönland, Island und Dänemark (нем.). — Darmstadt, 1939.
- The logarithmic solutions of the hypergeometric equation (англ.) // K. Dan. Vidensk. Selsk. Mat. Fys. Skr. : journal. — 1963. — Vol. 5. — P. 1—58.